# Wyłkowo
Wyłkowo (bułg. Вълково) – wieś w Bułgarii, w obwodzie Błagojewgrad, w gminie Sandanski. Według Ujednoliconego Systemu Ewidencji Ludności oraz Usług Administracyjnych dla Ludności, 15 marca 2016 roku miejscowość liczyła 389 mieszkańców.

## Historia
W wykazie z 1878 roku w spisie Etnografii wilajetów Adrianopol, Monastir i Saloniki, miejscowość posiadała 16 domostw i 38 mieszkańców.